# Система рейтингів Американської кіноасоціації
Систе́ма ре́йтингів Америка́нської кіноасоціа́ції (англ. MPAA film rating system) — затверджена в США система оцінки змісту фільму, запроваджена Американською кіноасоціацією (MPAA). Залежно від отриманої оцінки, аудиторія глядачів кінострічки може бути обмежена завдяки виключенню з неї дітей та підлітків. Рейтинг Американської асоціації кінокомпаній відіграє важливу роль у прокатній частці стрічки. Систему введено в дію 1 листопада 1968 року та з деякими незначними змінами використовується досі.

## Рейтинги Американської кіноасоціації
На сьогодні, фільм, який виходить у американський прокат, може отримати один з п'яти наступних рейтингів:
| Зображення | Назва та стислий опис | Опис |
| ---------- | --- | --- |
|            | Рейтинг G — General audiences. Фільм демонструється без обмежень.                                                                  | Загальна аудиторія. Допускаються глядачі різного віку. Цей рейтинг показує, що оцінений фільм не містить нічого, що більшість батьків могли б вважати неприйнятним для перегляду або прослуховування навіть найменшими дітьми. Оголення, сексуальні сцени і сцени прийому наркотиків відсутні; насильство мінімальне; уривки діалогу можуть вийти за межі ввічливої бесіди, але не виходять за межі звичайних щоденних виразів. |
|            | Рейтинг PG — Parental guidance suggested. Дітям рекомендується дивитися фільм з батьками.                                          | Рекомендується присутність батьків. Деякий матеріал, можливо, не підходить для дітей. Цей рейтинг показує, що оцінений фільм може містити деякі сцени, проглядання яких маленькими дітьми може не сподобатися їх батькам. Матеріал, який може бути присутнім у фільмі, повинен бути пояснений і розібраний із дітьми перш, ніж їм дозволять переглянути фільм. Явні сексуальні сцени і сцени вживання наркотиків відсутні; нагота, якщо присутня, то тільки дуже обмежено, жах і насильство не перевищують середнього рівня.                                            |
|            | Рейтинг PG-13 — Parents strongly cautioned. Діти до 13 років допускаються на фільм тільки з батьками.                              | Настійне застереження батькам. Деякий матеріал може бути невідповідним для дітей до 13 років. Цей рейтинг показує, що оцінений фільм може бути невідповідним для дітей. Батьки мають бути особливо обережні, дозволяючи своїм маленьким дітям перегляд. Грубе або тривале насильство відсутнє; деякі сцени вживання наркотиків можуть бути присутніми; можна почути одиничні вживання грубої сексуальної лексики. Присутня епізодична оголеність (не враховуючи репродуктивні органи). Присутні сексуальні натяки і натяки на гомосексуальність чи сексуальні збочення. |
|            | Рейтинг R — Restricted Підлітки до 17 років допускаються до фільму тільки в супроводі одного з батьків або законного представника. | Обмеження — до 17 років потрібний супровід батька або дорослого опікуна (вік може змінюватися в деяких регіонах). Цей рейтинг показує, що оцінювальна комісія вирішила, що деякий матеріал цього фільму призначається для дорослих. Батьки мають більше дізнатися про фільм, перш ніж узяти на його перегляд дітей. Рейтинг R також може бути призначений унаслідок використовуваної у фільмі мови, теми, насильства, сексу або зображення вживання наркотиків. |
|            | Рейтинг NC-17 (раніше X). Особи, які не досягли 17 років, до фільму не допускаються.                                               | Особи до 17 років не допускаються. Цей рейтинг показує, що оцінювальна комісія вважає, що більшість американських батьків вирішили б, що фільм явно для дорослих і що дітей віком до 17 років не можна допускати до його перегляду. Фільм може містити явні сексуальні сцени, безліч сексуально-орієнтованої мови або сцен надмірного насильства. Позначення NC-17, проте, не показує, що фільм є непристойним або порнографічним. |

Для фільмів, що не отримали рейтинг Американської асоціації, зазвичай використовується позначення NR (Not Rated), а для картин, що вийшли в прокат до введення системи рейтингів, наприклад: до 1 листопада 1968 року, — позначення U (Unrated). Ці позначення, проте, не є офіційно прийнятими Американською асоціацією.

## Історичні відомості
У листопаді 1968 року було прийнято першу версію нинішньої системи оцінок:
- G — Немає вікових обмежень (General Audiences).
- M — Підліткове обмеження, від 11 до 13 років (Mature Audiences).
- R — Особи, які не досягли 17-річного віку, допускаються на сеанс тільки в присутності батьків (Restricted Persons under 16 not permitted unless accompany by an adult).
- X — На сеанс не допускаються особи, які не досягли 17-річного віку (Adults only. No one under 17 admitted).

1969 року категорію M було замінено на GP (General Audiences — Parental guidance), а 1970 року — на PG (Parental Guidance Suggested — бажана присутність батьків).
1 липня 1984 року категорію PG своєю чергою було розділено на дві підкатегорії: PG та PG-13.
У листопаді 1990 року було дано пояснення, які сцени можуть мати на увазі обмеження R — жорстокість, нецензурна лайка, оголені тіла, вживання наркотиків. Також було дано докладне пояснення у відмінності рейтингів PG та PG-13. Рейтинг X було перейменовано в NC-17.

## Визначення рейтингу фільму
Для визначення рейтингу MPAA для кожного конкретного фільму створюється спеціальна комісія, яка переглядає його. Після перегляду й обговорення відбувається голосування, в ході якого фільмові встановлюють його майбутній рейтинг.
Продюсерський склад і (або) режисер кінокартини, в разі незгоди з рішенням комісії, може подати апеляцію. У цьому випадку відбувається створення повторної комісії, яка складається з 14—18 осіб. Комісія повторно переглядає фільм, обговорює незгоду творців фільму, представлені в апеляції. Виявляються сцени, які надають визначальний вплив на рейтинг фільму, і разом із офіційним рішенням комісії відправляються назад творцям кінокартини.
Далі творці картини самостійно приймають рішення — видалити ці сцени, або зняти повторно (перемонтувати), або погодитися з рішенням комісії.

## Додаткова література
- Миславський В. Н. Кінословник. Терміни, визначення, жарґонізми / пер. з рос. С.В. Мірошніченко, ред. А.Ф. Парамонов. — Харків, 2007. — 328 с. — ISBN 966-8246-59-4.